# Lucius Quinctius Flamininus
Lucius Quinctius Flamininus war ein Politiker der römischen Republik.
Er war 201 v. Chr. kurulischer Ädil und 199 Prätor. Ab dem folgenden Jahr war er Legat seines Bruders Titus Quinctius Flamininus, der die römischen Truppen im Kampf gegen Philipp V. von Makedonien befehligte. Lucius belagerte Eretria und war 197 bei den Verhandlungen seines Bruders mit dem spartanischen König Nabis beteiligt. In den folgenden Jahren kommandierte Lucius Quinctius Flamininus die römische Flotte in den griechischen Gewässern, mit der er 194 v. Chr. das Heer nach Italien zurücktransportierte.
Als Konsul 192 v. Chr. kämpfte Lucius Quinctius Flamininus in Oberitalien und war in den folgenden Jahren wiederum Legat im Krieg gegen den seleukidischen Herrscher Antiochos III. 184 v. Chr. wurde er vom Censor Marcus Porcius Cato wegen Verletzung der Sitten aus dem Senat ausgestoßen.
Er wird bei Valerius Maximus erwähnt in Verbindung mit dem einsetzenden Vorrecht früherer Führungsgestalten der römischen Republik, im Theater den Vorstellungen aus gehobener und fortan reservierter Position beizuwohnen. Diesen Sonderplatz soll der Senat auf Drängen der Zensoren Marcus Porcius Cato und Lucius Valerius Flaccus genehmigt haben.